# Rhaphidostegium subpinnatum
Rhaphidostegium subpinnatum là một loài rêu trong họ Sematophyllaceae. Loài này được (Brid.) E. Britton mô tả khoa học đầu tiên năm 1918.